# Xenobatrachus zweifeli
Xenobatrachus zweifeli és una espècie de granota que viu a Papua Nova Guinea.